# リック・ウィルス
リック・ウィルス（Rick Wills、1947年12月5日 - ）は、イングランドのロック・ベーシスト。フォリナーのメンバーとしての活動が最もよく知られている。スモール・フェイセス、ピーター・フランプトン、スプーキー・トゥース、デヴィッド・ギルモア、バッド・カンパニー、ジョーンズ・ギャングなどともレコーディングやライヴ活動を行なった。 

## 略歴
ウィルスはケンブリッジで、1961年のヴァイキングズに始まり、言わばロック・ミュージックの黎明期にサンダウナーズ、ソウル・コミッティー、ブリット、そしてフランプトンズ・キャメルに加わる前のコチーズといったバンドで演奏を行った。
1966年半ばにジョーカーズ・ワイルドに加わり、1967年の解散まで在籍した。その後、ピーター・フランプトンと1975年まで活動して、最初の3枚のアルバムでベースを演奏した。1975年から1976年にかけてロキシー・ミュージックのツアー。1977年に再結成期間中のスモール・フェイセスに参加した。スモール・フェイセス脱退後、1978年にデヴィッド・ギルモアのセルフタイトル・アルバムに参加。翌年、フォリナーに加入して14年間にわたって彼等と活動して、フォリナーの歴代ベーシストの中で最も長く在籍した。
1992年にフォリナーを脱退し、バッド・カンパニーに加わり、1998年にボズ・バレルが復帰するまで活動した。1999年7月、レーナード・スキナードのベーシストであるレオン・ウィルクソンが一時的に病気になった際に、ライブで彼を補佐した。2001年4月24日に行われたスティーヴ・マリオット・メモリアル・コンサートに、ボビー・テンチ、ザック・スターキー、ジョン・バンドリックらとバック・バンドのメンバーとして出演した。
2006年にジョーンズ・ギャングでスモール・フェイセスのドラマーだったケニー・ジョーンズと再会し、また、2008年6月15日のロンドン・インターナショナル・ミュージック・ショーで、若年層の癌患者を支援する団体であるティーンエイジ・キャンサー・トラスト（Teenage Cancer Trust）によるRDクルセイダーズに参加した。2015年の夏にジョーンズ・ギャングを脱退し、パット・デイヴィーと交代した。
2015年1月12日、ドラマーのデニス・エリオットと共に、フロリダ州サラソータでのフォリナーのコンサートに出演して、「Headknocker」を演奏した。
2021年10月28日、ニューハンプシャー州ハンプトンにあるハンプトン・カソノ・ボールルームにおけるミック・ジョーンズ不在のフォリナーのコンサートで、3曲のアンコールに参加した。

## ディスコグラフィ

### 参加アルバム
コチーズ
- Cochise (1970年)
- 『ツバメの物語』 - Swallow Tales (1971年)
- So Far (1972年)
- Past Loves (A History) (1992年) ※コンピレーション
- Velvet Mountain: An Anthology 1970-1972 (2013年) ※コンピレーション

ピーター・フランプトン
- 『ウインド・オブ・チェンジ』 - Wind of Change (1972年、A&M)
- 『フランプトンズ・キャメル』 - Frampton's Camel (1973年、A&M)
- 『サムシンズ・ハプニング』 - Somethin's Happening (1974年、A&M)

ロキシー・ミュージック
- 『VIVA!ロキシー・ミュージック』 - Viva! (1976年、Atco)[注釈 6]

ケヴィン・エアーズ
- 『きょうはマニャーナで』 - Yes we have no Mañanas (So Get Your Mañanas Today) (1976年)

スモール・フェイセス
- 『プレイメイツ』 - Playmates (1977年、Atlantic)
- 『78イン・ザ・シェイド』 - 78 In The Shade (1978年、Atlantic)

デヴィッド・ギルモア
- 『デヴィッド・ギルモア』 - David Gilmour (1978年、Harvest)

フォリナー
- 『ヘッド・ゲームス』 - Head Games (1979年、Atlantic)
- 『4』 - 4 (1981年、Atlantic)
- 『プロヴォカトゥール（煽動）』 - Agent Provocateur (1984年、Atlantic)
- 『インサイド・インフォメーション』 - Inside Information (1987年、Atlantic)
- 『アンユージュアル・ヒート』 - Unusual Heat (1991年、Atlantic)

バッド・カンパニー
- 『ベスト・オブ・バッド・カンパニー・ライヴ』 - What You Hear Is What You Get: The Best of Bad Company (1993年、Atco)
- 『カンパニー・オブ・ストレンジャーズ』 - Company of Strangers (1995年、Elektra)
- 『トールド・アンド・アントールド』 - Stories Told & Untold (1996年、Elektra)

ジョーンズ・ギャング
- Any Day Now (2005年、AAO Music)